# Kono subarashii sekai ni shukufuku o! Kurenai densetsu
Kono subarashii sekai ni shukufuku o! Kurenai densetsu (この素晴らしい世界に祝福を！ 紅伝説? lett. "Sia benedetto questo mondo meraviglioso! La leggenda cremisi") è un film d'animazione giapponese del 2019, diretto da Takaomi Kanasaki e ispirato al quinto volume della light novel Konosuba! - This Wonderful World di Natsume Akatsuki. Prodotto da J.C.Staff, il film è stato realizzato con una sceneggiatura di Makoto Uezu e presenta un cast di voci che include Jun Fukushima, Sora Amamiya, Rie Takahashi, Ai Kayano, Aki Toyosaki, Yui Horie, Masakazu Nishida, Sayuri Hara, Tetsu Inada e Maria Naganawa. La trama segue Kazuma Sato e il suo party mentre si recano al villaggio dei Demoni Cremisi, la città natale di Megumin, dove affrontano un potente generale dell'esercito del Re Demone. Gli eventi del film sono collocati cronologicamente tra la seconda e la terza stagione della serie anime.
Nel luglio 2017 è stato annunciato un progetto anime basato su KonoSuba. Nel giugno 2018 è stato rivelato che si tratta di un adattamento cinematografico della light novel, con Nasaki e Uezu che tornano dalle due stagioni della serie anime di KonoSuba rispettivamente per dirigere la pellicola e scrivere la sceneggiatura. Il titolo del film è stato rivelato nel novembre 2018.
Il film è stato proiettato in Giappone il 30 agosto 2019. Ha incassato oltre 7 milioni di dollari in tutto il mondo ed è stato premiato ai Newtype Anime Awards.

## Trama
Dopo una quest fallita di recente, Kazuma, Aqua, Megumin e Darkness ricevono la visita di Yunyun. Yunyun racconta della lettera ricevuta da suo padre, in cui le viene detto di aver un figlio con Kazuma. Questo bambino dovrebbe vendicare gli abitanti del villaggio dei Demoni Cremisi, il luogo natale di lei e di Megumin, nel caso in cui venga distrutto. Tuttavia, scoprono che la parte in cui si chiede a Yunyun di avere un figlio con Kazuma è in realtà un estratto della fanfiction di una compagna di classe, inviata per sbaglio insieme alla lettera. Megumin decide comunque di controllare le condizioni del suo villaggio, così il party di Kazuma chiede a Wiz di teletrasportarli lì.
Dopo aver sconfitto un gruppo di orchi femmina e un esercito di goblin con l'aiuto di Yunyun e dei membri del clan dei Demoni Cremisi, il party di Kazuma arriva al villaggio dei Demoni Cremisi e fa visita al padre di Yunyun, il quale confessa di aver ingigantito le conseguenze dell'attacco al villaggio da parte di uno dei generali del Re Demone, chiamato Sylvia. In realtà, i Demoni Cremisi hanno respinto senza problemi tutti gli attacchi di Sylvia. In seguito, il party di Kazuma visita la casa di Megumin e incontra la sua famiglia, che si interessa a Kazuma per la sua fortuna. Il giorno seguente, Megumin mostra a Kazuma e Aqua il villaggio, visitando la sua scuola e l'edificio in cui è custodita l'Ammazzamaghi, un'arma in grado di distruggere il mondo. In seguito trovano Darkness che combatte contro Sylvia e il suo esercito, ma Sylvia si ritira dopo aver appreso da Kasuma la sconfitta di Verdia, Vanir e Hans. Nel corso della notte, Sylvia riesce a prendere in ostaggio Kazuma e lo porta al magazzino per rubare l'Ammazzamaghi, ma Kazuma la intrappola all'interno e si riunisce al suo party. Sylvia si fonde con l'Ammazzamaghi e inizia a distruggere il villaggio dei Demoni Cremisi. Il gruppo di Kazuma trova un fucile ad alta tecnologia costruito per contrastare l'Ammazzamaghi e lo usa per uccidere Sylvia.
Sylvia incontra Verdia e Hans nell'aldilà e si fonde con loro per rinascere come mostro gigante. Wiz e Vanir arrivano al villaggio per un viaggio di lavoro, ma finiscono per unirsi alla battaglia. Wiz raccoglie la magia dei membri del clan dei Demoni Cremisi e la trasferisce a Megumin e Yunyun, mentre Kazuma seduce Sylvia per guadagnare tempo. Megumin e Yunyun distruggono Sylvia con il loro potente attacco combinato, mentre anche Kazuma muore. In seguito, Kazuma viene fatto tornare in vita e ritorna ad Axel con il suo party. Durante un picnic, Megumin chiede a Kazuma di mettere i suoi punti esperienza in un'altra abilità per essere un mago utile senza fare affidamento sulla sua magia d'esplosione. Lancia la sua ultima abilità d'esplosione come addio, ma la trova molto più forte del solito, rendendosi conto che Kazuma ha ignorato la sua richiesta e ha messo i punti su di essa. Quando si riuniscono ad Aqua e Darkness, il fumo dell'esplosione forma un cuore nel cielo.

## Produzione
Nel luglio 2017, i doppiatori Jun Fukushima e Rie Takahashi hanno annunciato in un programma radiofonico della stazione radio HiBiKi un progetto anime legato alla serie di light novel KonoSuba di Natsume Akatsuki, senza però confermare la natura del progetto. Nel giugno 2018, è stato rivelato che il progetto sarebbe stato un adattamento cinematografico della light novel e che sarebbe stato prodotto da J.C.Staff invece che da Studio Deen, che ha animato le prime due stagioni dell'anime. Takaomi Kanasaki è stato annunciato come regista del film, insieme a Makoto Uezu come sceneggiatore e Koichi Kikuta come character designer. Nello stesso mese è stato confermato che Fukushima, Sora Amamiya, Takahashi, Ai Kayano, Yui Horie e Aki Toyosaki sarebbero tornati a ricoprire i rispettivi ruoli nel film nei panni di Kazuma Sato, Aqua, Megumin, Darkness, Wiz e Yunyun. Il titolo completo del film è stato rivelato nel novembre 2018: Kono subarashii sekai ni shukufuku o! Kurenai densetsu. Il quinto volume della light novel intitolato Bakuretsu kōma ni Lets & Go!! (爆裂紅魔にレッツ＆ゴー！！?, Bakuretsu kōma ni Rettsu & Gō!!, lett. "Andiamo, Demone Cremisi esplosiva!!"), è servito da ispirazione per il film.

## Colonna sonora
Nel giugno 2018 è stato annunciato che Masato Kōda avrebbe composto la colonna sonora del film. Nell'aprile 2019, è stato rivelato che Kayano, Takahashi e Amamiya avrebbero cantato la prima sigla di chiusura intitolata My Home Town (マイ・ホーム・タウン?, Mai Hōmu Taun), mentre Machico la seconda sigla di chiusura dal titolo 1mm Symphony (1ミリ Symphony?, 1-Miri Symphony). La colonna sonora originale del film, sottotitolata Sumiwataru aozora ni kibō no noroshi o! (澄み渡る青空に希望の狼煙を!? lett. "Il segnale di fumo della speranza nel cielo azzurro!"), è stata pubblicata in Giappone da Nippon Columbia il 4 settembre 2019.

## Distribuzione
Un'immagine teaser del film è stata pubblicata nel novembre 2018. Due teaser trailer sono stati distribuiti nel dicembre 2018 e nel febbraio 2019, mentre due trailer completi sono stati divulgati nel marzo e nel luglio 2019. Tra i partner promozionali del film figurano Cure Maid Café, Pomme's Omelette Rice, Yaro Ramen, Roll Ice Cream Factory e Shinjuku Alta.
Il film è stato distribuito nelle sale giapponesi il 30 agosto 2019, ed è stato proiettato in 4DX il 4 ottobre. Il film è stato brevemente elencato per un'uscita a luglio 2019 nelle sale Aeon Cinema in Giappone.
Crunchyroll ha acquistato i diritti di distribuzione del film per alcuni Paesi al di fuori del Giappone, proiettandolo sottotitolato il 12 novembre 2019 in più di 600 sale cinematografiche statunitensi e il 12 dicembre nel Regno Unito.
Il film è stato distribuito in Blu-ray e DVD in Giappone il 25 marzo 2020. Crunchyroll ha iniziato a trasmettere la versione doppiata in giapponese del film in America, Africa, Medio Oriente ed Europa lo stesso giorno, mentre la versione doppiata in inglese è stata posticipata dall'aprile 2020 al 1º gennaio 2021 per la sicurezza dei propri dipendenti durante la pandemia di COVID-19. Il film è stato trasmesso in Giappone su AT-X il 17 aprile 2021, ed è stato replicato il 13 novembre. Crunchyroll ha distribuito il film in Blu-ray e DVD nel Regno Unito il 4 dicembre 2023.

## Accoglienza

### Incassi
In Giappone il film ha incassato 700 milioni di yen, equivalenti a 6 513 184 dollari. Inoltre, ha generato 1,4 milioni di dollari in altri territori, portando il totale mondiale a 7,9 milioni di dollari. Negli Stati Uniti, durante le proiezioni di novembre 2019, il film ha incassato un totale di 1 134 786 dollari, con 705 140 provenienti dalla proiezione del 12 novembre e 429 646 da quella del 14 novembre.
Il film si è posizionato all'ottavo posto nel suo weekend di apertura in Giappone, dietro a Toy Story 4 (2019). Ha guadagnato 1,13 milioni di dollari nei due giorni di proiezione negli Stati Uniti.

### Critica
Lo sceneggiatore premio Oscar Roger Avary ha dato a Kono subarashii sekai ni shukufuku o! Kurenai densetsu 5 stelle su 5, ritenendo che il film gli abbia regalato "facilmente una delle migliori esperienze al cinema che abbia mai avuto. Nick Valdez di ComicBook.com ha anch'egli assegnato al film 5 stelle su 5, ritenendo che "non abbia perso la sua grinta" nonostante siano passati un paio d'anni dall'adattamento anime del franchise, grazie al suo "sottile equilibrio tra il trattare i personaggi con irriverenza e amore". A suo avviso, il film, ha "regalato risate, situazioni ridicole e persino una crescita impressionante dei personaggi che ricompensa i fan di lunga data".
Daniel Kurland di Den of Geek ha dato al film 3,5 stelle su 5, ritenendo che "non punta troppo in alto, ma è comunque una celebrazione di tutto ciò che rende questo anime fantasy una tale delizia". A suo avviso, il film "rischia di deludere... [ma] i personaggi rimangono abbastanza piacevoli da rendere il film un'ottima sintesi della serie" e ha lodato l'aggiunta di Sylvia che "è un'aggiunta divertente e in realtà intimidatoria". Jordan Ramée di GameSpot ha dato al film 4 su 10, ritenendo che abbia abbandonato "la formula tradizionale della serie principale per offrire una storia poco divertente da guardare". Ramée ha notato che il cast principale è l'aspetto migliore del franchise, ma ha trovato il film in difficoltà nel "catturare lo stesso tono della serie anime perché divide il gruppo principale di personaggi" per concentrarsi su Kazuma e Megumin. Ha criticato l'umorismo ripetitivo del film e le battute transfobiche che vanno "contro il messaggio generale di accettazione".
All'uscita del film in Giappone, Daryl Harding di Crunchyroll News, ha elogiato la sua storia e la commedia sottolineando che "l'umorismo classico della (serie TV) si traduce bene nella durata di un film". Daryl Harding ha criticato la pellicola affermando che "Non sembra molto diversa dalla serie TV" anche con "più effetti messi sull'animazione durante le scene di magia esplosiva".
Il film ha vinto ai Newtype Anime Awards nella categorie miglior film e miglior personaggio mascotte, attribuito a Chomusuke.